# Нільгау
Нільгау (Boselaphus tragocamelus) — парнокопитна тварина родини бикові. Єдиний вид роду Boselaphus. Етимологія назви: лат. bos — «бик», грец. ἔλαϕος — «лань», τράγος — «цап» / «козел», κάμηλος — «верблюд».

## Зовнішній вигляд

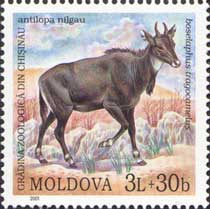
Нільгау на поштовій марці

Довжина тіла 1,8-2 м, маса тіла до 200 кг. Висота у холці 120—150 см, найбільша серед азійських антилоп. Хвіст довжиною 40-55 см, з довшим волоссям на кінці. Самці більші за самиць. Передня частина тулуба масивніше задньої. Шия нільгау коротка, товща у самців. Голова самців коротка, у самиць дещо подовжена і звужена з боків. На кінці морди є ділянка шкіри без волосяного покриву.
Самці мають прямі короткі, косо розташовані роги, біля основи трикутного перетину і округлі у верхній частині. Колір ріг — чорний. Самиці безрогі.
«Нільгаї» — значить «блакитна антилопа». Самці дійсно блакитно-сірі, але самиці сіро-руді. Забарвлення черева біло-сіре. Шерсть коротка, довжиною 1-2 см, гладка й досить густа, але не має підшерстку, тому погано захищає тварину від холоду. У порівнянні з іншими тропічними антилопами, нільгау найменш холодостійка. На шиї є невелика грива довжиною 5-10 см, біло-бурого або біло-сірого кольору. У самців на горлі є подовжене волосся чорного кольору.
Ноги довгі, тонкі. На передніх кінцівках є поздовжні смуги чорного кольору. Бічні копита широкі, короткі, сплощені. Середні копита загострені, вузькі. Колір копит буро-чорний. Пахові і міжпальцеві залози відсутні. Сосків дві пари.

## Поширення
Півострів Індостан, Західна Індія на південь від Гімалаїв.

## Спосіб життя
Живе в рівнинних і піднесених лісах, місцевостях порослих чагарником, окремими деревами, рідше тримається на рівнинах. Активна в ранкові та вечірні години.
Нільгау зазвичай тримаються невеликими групами, що складаються з самиць із молодняком. Самці воліють триматися поодинці, іноді об'єднуючись у невеликі групи. Зрідка нільгау можуть утворювати стада до 20 голів. Харчуються в основному листям і пагонами дерев і чагарників, трав'янистими рослинами. Поїдаючи листя дерев часто стають на задні кінцівки. Водопій відвідують вкрай рідко, отримуючи всю необхідну вологу з споживаної рослинності.

## Розмноження

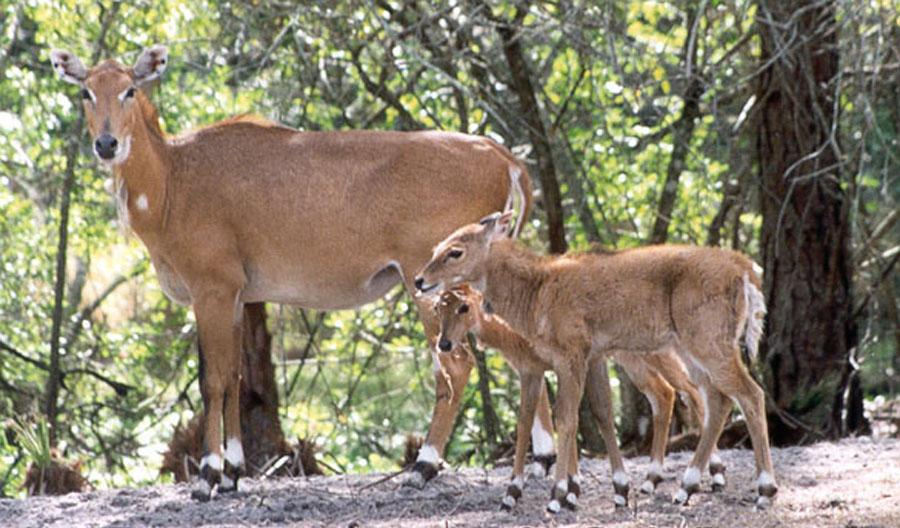
Самиця з дитинчатами

На півночі ареалу гін в березні-квітні. На півдні ареалу розмноження не приурочено до якогось часу року.
Гін супроводжується боями самців за самицю. У нільгау цікаві правила дуелі: самці буцаються, ставши на коліна.
Після восьмимісячної вагітності самиці народжують зазвичай двох, рідше одне дитинча. Новонароджені перші дні життя проводять у хащі чагарників. Статева зрілість настає у віці півтора років. Тривалість життя — 12-15 років, в неволі до 21 років.

## Інші відомості

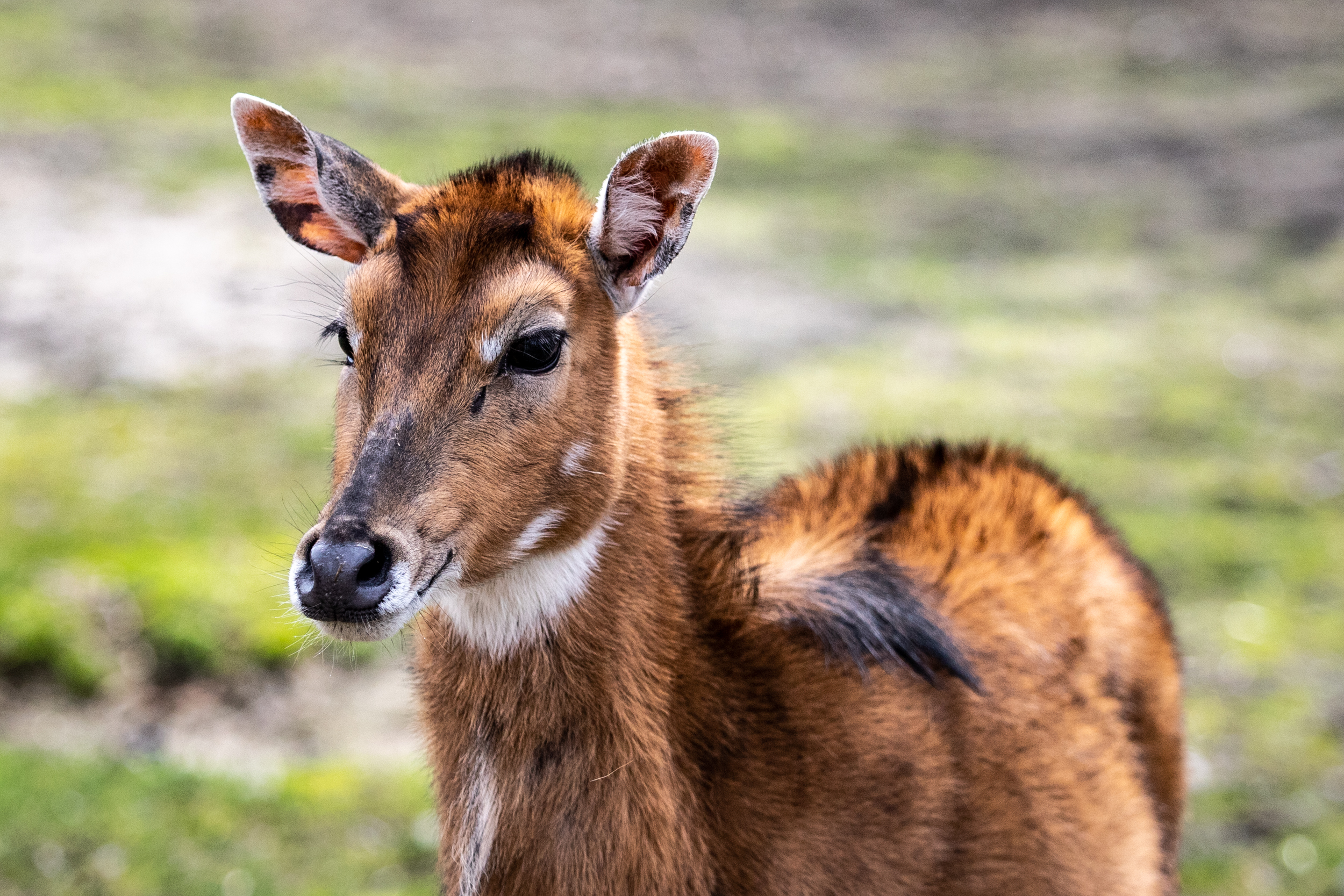
В Київському зоопарку

Через свою схожість із коровою в Індії нільгау вважалися священними тваринами, їх вбивство було заборонено в багатьох частинах її ареалу. Проте чисельність виду різко знизилася. Успішно розводиться в заповіднику «Асканія-Нова». Інтродуковані на південних територіях Техасу (США) і в Південній Америці. Проживає також у багатьох зоопарках світу, наприклад в Черкаському.